# تولید پودر منیزیم به روش الکتروهیدرودینامیک
تولید پودر منیزیم به روش پاشش الکتروهیدرودینامیک (Electrohydodynamics spraying)، یک روش تولید پودر منیزیم است که دارای گواهی ثبت اختراع به شماره US 6479077 B1 می‌باشد.

## پیش‌درآمد
پودر منیزیم ماده قابل اشتعال و انفجاری است و هنگام سوزاندن باعث ایجاد دمای بالا و نور سفید می‌شود بنابراین پودر منیزیم به طور گسترده‌ای در صنایع نظامی و صنعت هوافضا و سایر زمینه‌ها استفاده می‌شود. پودر منیزیم به عنوان عامل دی‌سولفوریزاسیون و تمیز کننده در صنعت فولاد عمل می‌کند، بدین نحو که منیزیم با گوگرد واکنش می‌دهد و از مذاب آهن و فولاد به‌صورت سرباره خارج می‌شود. ترکیبات منیزیم، به ویژه اکسید منیزیم، عمدتاً به عنوان مواد نسوز در پوشش کوره برای تولید آهن و فولاد، فلزات غیر آهنی، شیشه و سیمان استفاده می‌شود. همچنین پودر منیزیم در ریخته‌گری فلزات غیر آهنی، به عنوان احیإکننده در تولید فلزات نادر، در صنایع شیمیایی بکار گرفته می‌شود. استفاده از پودر منیزیم به طور گسترده‌ای در صنعت اسپری (پاشش)، پوشش و ضد خوردگی و همچنین در قطعات ریخته‌گری متالورژی پودر در حال رشد است.

## فرایند تولید پودر منیزیم
دو فرایند اصلی تولید پودر منیزیم، روش خرد کردن مکانیکی و روش اتمیزه کردن وجود دارد. روش خرد کردن مکانیکی عمدتاً برای تولید اندازه ذرات بزرگ‌دانه گرانول منیزیم، قرص منیزیم و ذرات منیزیم استفاده می‌شود. تولید پودر منیزیم، عمدتاً برای مصارف در صنایع نظامی و صنعت نفت صورت می‌گیرد.
پودر منیزیم با کمترین اندازه ممکن و همچنین اندازه دانه‌های متوسط برای استفاده در آماده‌سازی اهداف اسپری (پاشش) و فشرده پیوند شده و در انباشت به روش تبخیر شیمیایی(Chemical vapor deposition) و فرایند رسوب‌دهی فیزیکی بخار(Physical vapor deposition)، از جمله فرایند رسوب بخار فیزیکی الکترونی، رسوب‌دهی لایه‌ایی اتمی، رسوب‌دهی شیمیایی بخار فلزات آلی-شیمیایی، پودرها نیز در هر کاربردی که در آن نواحی با کیفیت‌سطح بالا مورد نظر است مانند تصفیه‌آب و در سلول‌های سوختی و همچنین کاربردهای خورشیدی مورد استفاده قرار می‌گیرد. توسط نانو ذرات نیز سطوح کیفیت بالا را تولید می‌کنند.
یکی از روش‌های تولید پودر منیزیم که دارای گواهی ثبت اختراع می‌باشد در ادامه توضیح خواهیم داد.
این روش که منجر به اختراع یک روش تولید ذرات پودر خشک، ترجیحاً با استفاده از اسپری کردن الکترو هیدرودینامیکی، که در آن دو جریان مخلوط هواپخش یا آئروسل با یکدیگر تماس می‌گیرند، مرتبط است. این اختراع برای تولید پودرهایی با ترکیبات مختلف و شکل‌های کنترل شده امکان‌پذیر است. به طور خاص، روش با توجه به اختراع می‌تواند برای انجام واکنش‌های فیزیکی و شیمیایی مورد استفاده قرار گیرد و اجازه می‌دهد تا برای ساخت پودرهایی که قبلاً قابل دسترس نبوده‌اند، اجازه داده شود. علاوه بر این، اختراع مربوط به یک الکترود و یک دستگاه برای اعمال روش با توجه به نحوه کارکرد اختراع است.

## زمینه فرایند
این اختراع به یک روش تولید ذرات پودر منیزیم توسط یک جریان آئروسل که شامل ذرات مایع اولیه می‌باشد و تبدیل جریان گفته شده به ذرات پودر، مرتبط می‌باشد.

## پس زمینه فرایند الکتروهیدرودینامیک
باعبور دادن یک مایع که شامل یک محلول حل شده در یک حلال است از طریق عبور دادن از یک اُرفیس باریک که به یک ولتاژ بالا وصل شده‌است، یک جریان آئروسل شارژ شده که شامل ذرات مایع است تولید می‌شود. در نتیجه با تبخیر حلال موجود، پودری با توزیع ذرات یکسان تولید می‌شود. این فرایند با عنوان فرایند پاشش الکتروهیدرودینامیک شناخته می‌شود.
پودر شارژ تولید شده مطابق با آنچه گفته شد تمایل به فرم گرفتن آگلومریت‌ها می‌باشد، که استفاده از آن را برای ساخت و تولید سطوح با حداکثر کیفت مناسب نیست. همچنین پودر تولید شده سبب مسدود کردن لوله موجود که باعث ایجاد مزاحمت در دو حالت محصول تولید شده و استفاده از آن می‌شود. از این رو بر اساس این روش اختراع شده، یک پودر باکیفیت که کاربردهایی صنعتی آن را بهبود بخشیده تولید می‌کند.
برای درک بهتر این اختراع، در زمینه تزریق سوخت یک روش شناخته شده برای مطالعه بر روی ترکیب دو جریان آئروسل، توسط تماس دادن هردوی جریان آئروسل به‌صورت شارژ شده انجام شده‌است.

## خلاصه‌ایی از فرایند
هدف از این اختراع گسترش قابلیت‌های کاربرد این روش است و به ویژه ارائه یک روش برای تولید پودرهایی که تا کنون تولید نشده‌اند و بهبود کیفیت پودرهای تولید شده با استفاده از این روش می‌باشد.
برای این منظور روش بر اساس اختراع مشخص شده‌است که جریان آئروسل شارژ شده متشکل از ذرات شارژ شده با یک جریان آئروسل دوم که شامل ذرات متضاد شارژ است و در نتیجه یک ترکیب آئروسل جریان ایجاد می‌شود برای تشکیل ذرات پودر مورد استفاده قرار می‌گیرد.
پاشش الکترو هیدرودینامیک برای تولید جریانهای آئروسول شارژشده با توزیع اندازه ذرات به خوبی تعریف اجازه می‌دهد، جایی که ذرات مایع در لحظه ای که ذرات مایع شکل می‌گیرند، شارژ شوند، به این ترتیب قطرات بعد از آن دیگر مجبور اینکه در یک مرحله شارژ جداگانه شوند نیست.
این اختراع همچنین مربوط به پودر ذرات پیش ماده سرامیکی، پلیمری است و همچنین از ذرات پودر شامل ترکیبات دارویی، به عنوان مثال ذرات پودر پوشش داده شده و همچنین یک ترکیب دارویی شامل پودر حاوی ترکیبات دارویی همراه با داروی حامل قابل قبول یا رقیق کننده می‌باشد.
علاوه بر این، اختراع مربوط به روش تولید یک محصول سرامیکی است که در آن پودر پیش ماده سرامیکی مطابق با اختراع متصل شده‌است.
این روش امکان تولید بسیار مرغوب پودر پیش ماده سرامیکی بدون سنگ زنی را فراهم می‌کند و همچنین پودرهایی با ترکیبات که تا کنون نمی‌تواند به دست‌آورد یا تنها با سختی‌های بسیار بدست می‌آیند، مناسب می‌باشد. اگر مرحله جداسازی ارائه شده باشد، ارائه دو جریان آئروسل از قطره‌های ماهواره ای، نانوذرات پیش تعیین‌کننده سرامیک بسیار مورد نیاز می‌تواند باشد، مناسب برای محصولات سرامیکی بدون نقص.
در نهایت این روش برای اتصال یک جریان آئروسل اولیه که شامل ذرات به‌صورت شارژ شده با جریان ثانویه آئروسل که شامل ذرات شارژشده به‌صورت عکس با حالت اول می‌باشد، در نتیجه در اثر مخلوط شدن، تبدیل به یک جریان آئروسل که درنهایت به پودر تبدیل می‌شود. ذرات پودر حاصل از این روش دارای قطر μm۱۰۰ یا کمتر می‌باشد (معمولاً در اندازه دانه‌ها در رنج میکرون می‌باشند).